# Resolutie 1590 Veiligheidsraad Verenigde Naties
Resolutie 1590 van de Veiligheidsraad van de Verenigde Naties werd unaniem aangenomen
door de VN-Veiligheidsraad op 24 maart 2005 en richtte
de VN-vredesmacht in Soedan op.

## Achtergrond
Al in de jaren 1950 was zwarte zuiden van Soedan in opstand gekomen tegen het overheersende Arabische noorden.
De vondst van aardolie in het zuiden maakte het conflict er enkel maar moeilijker op.
In 2002 kwam er een staakt-het-vuren en werden afspraken gemaakt over de verdeling van de olie-inkomsten.
Verschillende rebellengroepen waren hiermee niet tevreden en in 2003 ontstond het conflict in Darfur tussen deze rebellen en de door de regering gesteunde janjaweed-milities.
Die laatsten gingen over tot etnische zuiveringen en in de volgende jaren werden in Darfur grove mensenrechtenschendingen gepleegd waardoor miljoenen mensen op de vlucht sloegen.

## Inhoud

### Waarnemingen
Op 9 januari 2005 hadden de overheid van Soedan en de rebellenbeweging SPLM/A een omvangrijk
vredesakkoord getekend. Daarop moesten ze nu voortbouwen om vrede tot stand te brengen en verdere schendingen
van de mensenrechten in Darfur te vermijden. De Veiligheidsraad was ook bezorgd om de
humanitaire situatie en de veiligheid van de hulpverleners. Ook werden de schendingen van het staakt-het-vuren
van 8 april 2004 veroordeeld, alsook de mensenrechtenschendingen in Darfur. Nu vroegen de partijen van
het gesloten vredesakkoord om een vredesmissie.

### Handelingen
De Veiligheidsraad besloot aldus de VN-Missie in Soedan UNMIS op te richten voor een eerste periode van 6
maanden en met 10.000 manschappen en 715 politiepersoneel. UNMIS moest nauw samenwerken met de Missie van de
Afrikaanse Unie in Soedan (AMIS) en kreeg als mandaat:
a. De uitvoering van het vredesakkoord ondersteunen door onder meer waarneming, ontwapening en een publieke informatiecampagne,
b. Meewerken aan de vrijwillige terugkeer van vluchtelingen en humanitaire hulp,
c. Bijdragen aan de ontmijning,
d. Bijdragen aan de promotie van de mensenrechten en de bescherming van de bevolking.

## Verwante resoluties
- Resolutie 1585 Veiligheidsraad Verenigde Naties
- Resolutie 1588 Veiligheidsraad Verenigde Naties
- Resolutie 1591 Veiligheidsraad Verenigde Naties
- Resolutie 1593 Veiligheidsraad Verenigde Naties

Lijst ·  1581 ·  1582 ·  1583 ·  1584 ·  1585 ·  1586 ·  1587 ·  1588 ·  1589 ·  1590 ·  1591 ·  1592 ·  1593 ·  1594 ·  1595 ·  1596 ·  1597 ·  1598 ·  1599 ·  1600 ·  1601 ·  1602 ·  1603 ·  1604 ·  1605 ·  1606 ·  1607 ·  1608 ·  1609 ·  1610 ·  1611 ·  1612 ·  1613 ·  1614 ·  1615 ·  1616 ·  1617 ·  1618 ·  1619 ·  1620 ·  1621 ·  1622 ·  1623 ·  1624 ·  1625 ·  1626 ·  1627 ·  1628 ·  1629 ·  1630 ·  1631 ·  1632 ·  1633 ·  1634 ·  1635 ·  1636 ·  1637 ·  1638 ·  1639 ·  1640 ·  1641 ·  1642 ·  1643 ·  1644 ·  1645 ·  1646 ·  1647 ·  1648 ·  1649 ·  1650 ·  1651